# Joaquín Díaz Garcés
Joaquín Díaz Garcés (Santiago de Chile, 15 de septiembre de 1877 - Ibidem, 1921) fue un escritor y periodista chileno. Escribió múltiples columnas y artículos de prensa, con un estilo costumbrista, mordaz, de lenguaje popular firmados con el seudónimo de Ángel Pino. Fundó en 1913 la revista Pacífico Magazine y participó en la fundación de los diarios El Mercurio de Santiago en 1900 y Las Últimas Noticias. Director de la Escuela de Bellas Artes en 1916, y elegido miembro de número de la Academia Chilena de la Lengua en 1917

## Biografía
Nació en Santiago el 15 de septiembre de 1877, y estudió humanidades en el jesuita Colegio San Ignacio donde conoció a Agustín Edwards McClure futuro director del diario El Mercurio. Ingresará a la Universidad Católica de Chile a estudiar Derecho. 
En 1895 entra a trabajar en el diario El Chileno, continuando en El Porvenir. Su calidad como columnista lo lleva hasta el importante diario de la época, El Mercurio de Valparaíso, donde creó el seudónimo de Ángel Pino que lo haría famoso. En 1900 colaboró con su amigo Agustín Edwards en la fundación de El Mercurio de Santiago, donde llegaría a ser director. En 1902, participó en la fundación del diario Las Últimas Noticias.
En 1905 será el primer director del semanario Zig-Zag el año 1905. En 1908 fue designado secretario de las legaciones de Chile en Roma, Bélgica y Holanda, Aunque mantuvo sus columnas periodísticas y crónicas semanales en El Mercurio. En 1913 funda la revista Pacífico Magazine, donde realizó una intensa labor de divulgación de la pintura chilena, convirtiéndose en uno de los precursores de la incipiente crítica de arte en Chile. Para 1916 fue nombrado Director de la Escuela de Bellas Artes , y al año siguiente será elegido miembro de número de la Academia Chilena de la Lengua. Falleció en Santiago de Chile en 1921.

## Obras
- Páginas chilenas (1908)
- Los conspiradores (1913)
- La voz del torrente (1921)
- Juan Neira
- Páginas de Ángel Pino.